# Tribunal de Garantías Constitucionales

Escudo oficial de la Segunda República española.

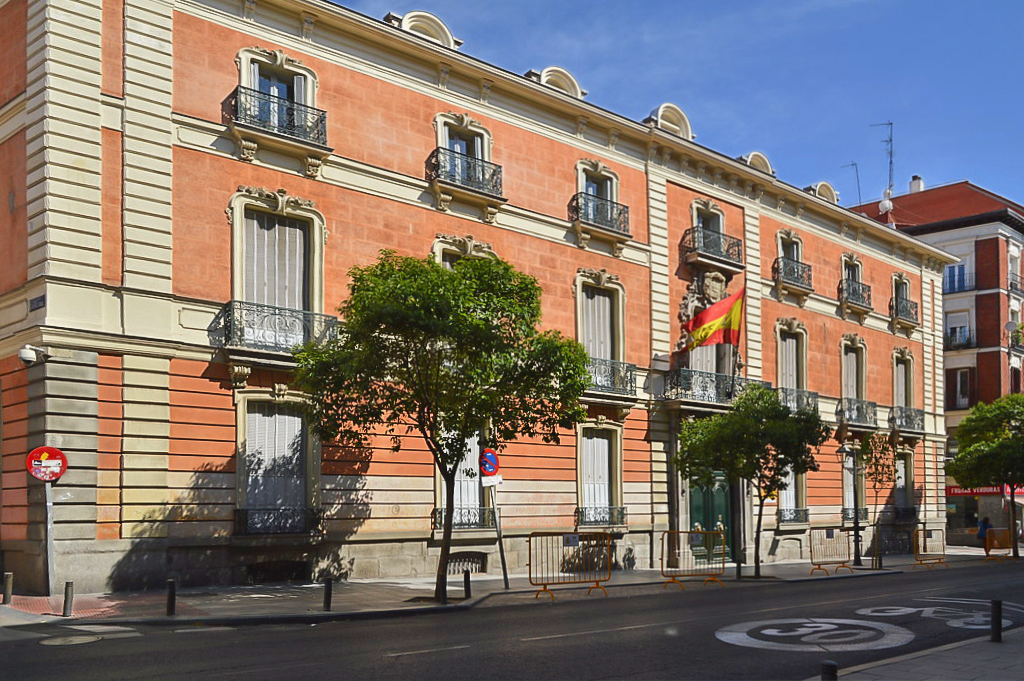
Palacio de Parcent, sede del Tribunal de Garantías Constitucionales entre 1933 y 1938.

El Tribunal de Garantías Constitucionales fue un órgano constitucional español, antecedente del actual Tribunal Constitucional, existente durante la Segunda República Española.
Fue establecido mediante el artículo 121 de la Constitución de 1931 y regulado mediante una Ley Orgánica (14 de junio de 1933). Su primer presidente fue Álvaro de Albornoz. Su sede se localizó en el Palacio de Parcent hasta 1938, año en el que se traslada a Valencia a una casa de la calle Paz. Posteriormente, tras el Decreto de 28 de octubre de 1938 del nuevo Gobierno presidido por Juan Negrín, la capitalidad de la República se fija en la ciudad de Barcelona y a ella se traslada el Tribunal, cuya primera sesión plenaria en la nueva sede tiene lugar el 16 de febrero de 1938 en la avenida Diagonal número 418 (anteriormente Avinguda del 14 d'abril). Finalmente, aunque el Pleno del Tribunal acuerda trasladarse el 23 de enero de 1939 a Gerona, siguiendo al Gobierno, lo cierto es que a partir de ese momento puede darse por finalizada la existencia del Tribunal. 

## Competencia
Tenía competencia para conocer:
1. Del recurso de inconstitucionalidad de las leyes.
2. Del recurso de amparo de garantías individuales, cuando hubiere sido ineficaz la reclamación ante otras autoridades.
3. De los conflictos de competencia legislativa y cuantos otros surjieran entre el Estado y las regiones autónomas y los de éstas entre sí.
4. Del examen y aprobación de los poderes de los compromisarios que juntamente con las Cortes elegían al Presidente de la República.
5. De la responsabilidad criminal del Presidente de la República, del Presidente del Consejo de Ministros y de los Ministros.
6. De la responsabilidad criminal del presidente y los magistrados del Tribunal Supremo y del Fiscal General de la República.

## Composición

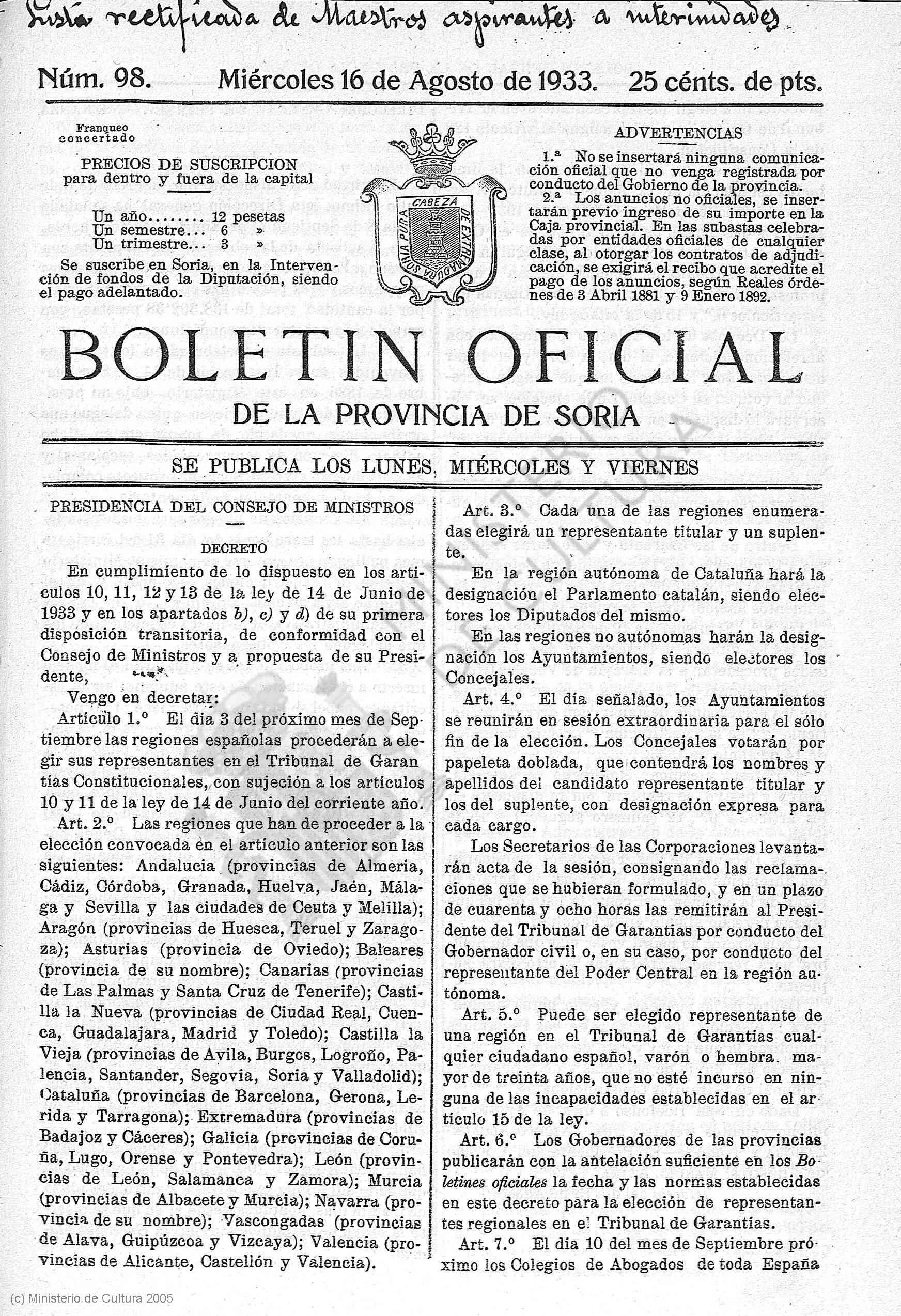
Página del Boletín Oficial de la Provincia de Soria, de 16 de agosto de 1933, en que se recogen las regiones con derecho a elegir un vocal en el Tribunal de Garantías Constitucionales

Estaba presidido por un presidente que elegían las Cortes (sin necesidad de que fuese diputado), cuyo mandato duraba diez años. Había dos vocales natos, los presidentes del Tribunal de Cuentas y del Consejo de Estado y veintitrés electivos: dos diputados, elegidos por las Cortes en cada legislatura (natos), dos abogados elegidos por los colegios de abogados, cuatro profesores de universidad elegidos por las facultades de derecho y quince vocales regionales. Los vocales regionales, de colegios de abogados y profesores de universidad tendrían un mandato de cuatro años, produciéndose la renovación por mitades cada dos años.
Con respecto a los vocales regionales, uno correspondía a cada región autónoma (en la fecha de creación del Tribunal solo Cataluña), siendo elegido por el órgano legislativo de dicha región. El resto del territorio se ordenaba en varias regiones a efectos de la elección de vocales, las cuales elegirían cada una a su vocal mediante votación en la que los electores serían todos los concejales de los ayuntamientos de la región. Para la elección de vocales, la ley consideró como regiones las existentes desde la división regional de 1833:
1. Andalucía (provincias de Almería, Cádiz, Córdoba, Granada, Huelva, Jaén, Málaga y Sevilla y las ciudades de Ceuta y Melilla)
2. Aragón (provincias de Huesca, Teruel y Zaragoza).
3. Asturias (provincia de Oviedo)
4. Baleares (provincia de su nombre)
5. Canarias (provincias de Las Palmas y Santa Cruz de Tenerife).
6. Castilla la Nueva (provincias de Ciudad Real, Cuenca, Guadalajara, Madrid y Toledo)
7. Castilla la Vieja (provincias de Ávila, Burgos, Logroño, Palencia, Santander, Segovia, Soria y Valladolid)
8. Cataluña (provincias de Barcelona, Gerona, Lérida y Tarragona)
9. Extremadura (provincias de Badajoz y Cáceres)
10. Galicia (provincias de Coruña, Lugo, Orense y Pontevedra).
11. León (provincias de León, Salamanca y Zamora)
12. Murcia (provincias de Albacete y Murcia)
13. Navarra (provincia de Navarra)
14. Vascongadas (provincias de Álava, Guipúzcoa y Vizcaya)
15. Valencia (provincias de Alicante, Castellón y Valencia)

El primer presidente del Tribunal de Garantías Constitucionales fue el radicalsocialista Álvaro de Albornoz, elegido por las Cortes en votación el 3 de julio de 1933 (dimitió el 9 de octubre de 1934, siendo sustituido por Fernando Gasset Lacasaña). El Tribunal se constituyó el 2 de septiembre de 1933.
Las elecciones para los vocales regionales tuvieron lugar el 3 de septiembre de 1933 y supusieron una amplia derrota de la coalición gubernamental (el gobierno, presidido por Manuel Azaña, incluía representantes de Acción Republicana, PSOE, Partido Republicano Gallego, Partido Radical Socialista, federales y Esquerra Republicana de Catalunya). Los candidatos afines al Gobierno obtuvieron cinco de los quince vocales en liza (uno para cada partido del gabinete, excluyendo a los federales; el de ERC elegido por el Parlamento de Cataluña) en tanto que la oposición obtuvo los diez restantes (cuatro radicales, tres de la CEDA, un nacionalista vasco, un tradicionalista y un independiente de derecha). Como consecuencia de ello, el presidente de la República, Niceto Alcalá Zamora, firmó el decreto de disolución de las Cortes y la convocatoria de elecciones.
La votación de los colegios de abogados tuvo lugar el 10 de septiembre y resultó en el triunfo de la candidatura de Renovación Española, que incluía a José Calvo Sotelo, entonces en el exilio.

## Lista de miembros
Algunos miembros del tribunal fueron los siguientes:
- Álvaro de Albornoz, primer presidente
- Francisco Basterrechea Zaldívar
- Eduardo Martínez Sabater
- Manuel Alba Bauzano
- Pedro Vargas
- Jerónimo Bugeda
- Juan Antonio Méndez
- Manuel Martínez Pedroso
- Pedro Corominas
- Emilio Palomo
- Francisco Beceña González
- Francisco Marcos Pelayo
- Francisco Vega de la Iglesia
- Antonio María Sbert
- Antonio Fleitas
- Sergio Andiun
- Jacinto Herrero
- Salvador Minguijón Adrián[9]
- Víctor Pradera Larumbe
- Justo Garrán Moso
- Francisco Alcon[10]
- Juan March[11]